# Пажо, Жан-Габриэль
Жан-Габриэ́ль Пажо́ (фр. Jean-Gabriel Pageau; род. 11 ноября 1992, Оттава) — канадский хоккеист. Амплуа — центральный нападающий. Игрок клуба НХЛ «Нью-Йорк Айлендерс». Был выбран «Сенаторами» на Драфте НХЛ 2011 под общим 96-м номером.

## Игровая карьера
Родился и вырос в Оттаве, в районе Халл. В юности играл за команды «Гатино Олимпикс» и «Шикутими Сейгуинс» в Главной юниорской хоккейной лиге Квебека.
На Драфте НХЛ 2011 был выбран родной «Оттавой Сенаторз» в четвёртом раунде под общим 96-м номером. Начал свою профессиональную карьеру в фарм-клубе «Оттавы» «Бингхэмтон Сенаторс», где забил 7 голов и набрал 29 очков в 69 играх сезона 2012-13. 10 апреля 2013 года был вызван в главную команду и уже 12 апреля забросил дебютную шайбу в ворота Мартина Бродо и «Нью-Джерси Девилз». Также он забил в последней игре регулярного чемпионата «Бостону». Обе шайбы Пажо в регулярном чемпионате оказались победными. 5 мая в третьей игре первого раунда против «Монреаль Канадиенс» оформил хет-трик в ворота Кэри Прайса, став первой звездой матча. C 1990 года только 5 игроков младше 21 года забрасывали три шайбы в одном матче Плей-офф НХЛ. Это были: Павел Буре, Сидни Кросби, Патрик Кейн, Шон Кутюрье и Жан-Габриэль Пажо.
В июне 2015 года подписал с командой двухлетний контракт; в сезоне 2015/16 он был лидером «Сенаторз» по результативности. 29 апреля 2017 года во второй игре серии с «Нью-Йорк Рейнджерс» забросил 4 шайбы, включая победную шайбу в овертайме, а «Сенаторз» выиграли со счётом 6:5.
17 июля 2017 года подписал с «Сенаторз» новый трёхлетний контракт. 
В последний день дедлайна, 22 февраля 2020 года был обменян в «Нью-Йорк Айлендерс» на два выбора на драфте 2020 и 2021 годов. В плей-офф Кубка Стэнли 2020 года он был одним из лидеров «Айлендерс» по игровым показателям, включая выигранные вбрасывания и набранные очки.